# Ödlan
För djuret, se Ödlor.
Ödlan (Lacerta på latin) är en liten, svag stjärnbild på norra stjärnhimlen. Den är en av de 88 moderna stjärnbilderna som erkänns av den Internationella astronomiska unionen.

## Historik
Den introducerades 1690 av Johannes Hevelius i hans stjärnatlas Firmamentum Sobiescianum. Dess ljusstarka stjärnor bildar ett ”W”, som påminner om Cassiopeja. Stjärnbilden kallas därför ibland Lilla Cassiopeja. Hevelius kallade den Stellio, som är en vattenödla som finns vid Medelhavskusten.
Stjärnbilden har namngivits flera gånger i Europa. Den franske arkitekten Augustin Royer döpte den 1670 till Sceptrum som en hyllning till Ludvig XIV. Den tyske astronomen Johann Elert Bode döpte den till Frederici Honores (Fredericks heder) för att hylla kung Frederick den store. Båda försöken har fallit i glömska, men ödlan har blivit kvar.

## Stjärnor

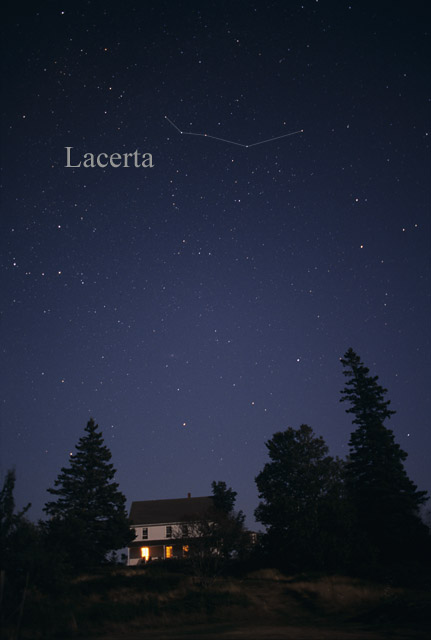
Stjärnbilden Ödlan (Lacerta) som den kan ses med blotta ögat.

Det här är de ljusaste stjärnorna i konstellationen.
- α - Alfa Lacertae är en vit jätte med magnitud 3,77.
- β - Beta Lacertae 4,4.
- Roe 47 är ett stjärnsystem med fem komponenter. Den starkaste stjärnan är av magnitud 5,8.
- 2 Lacertae

## Djuprymdsobjekt

### Stjärnhopar
- NGC 7243 (Caldwell 16) är en öppen stjärnhop av magnitud 6,4.
- NGC 7245 är en ljussvag stjärnhop som befinner sig 6000 ljusår bort.

### Galaxer
- BL Lacertae är en galaxkärna, som upptäcktes 1929 och då troddes vara en stjärna. Därför fick den beteckning som variabel stjärna, eftersom den varierar i ljusstyrka. 1968 identifierades den som radiokälla och galax. Den har blivit prototyp för BL Lacertae-objekt.

### Nebulosor
- IC 5217 är en planetarisk nebulosa som är 6,6 bågsekunder stor.